# Chaluha pomořanská
Chaluha pomořanská (Stercorarius pomarinus) je středně velkým druhem chaluhy s cirkumpolárním rozšířením.

## Popis

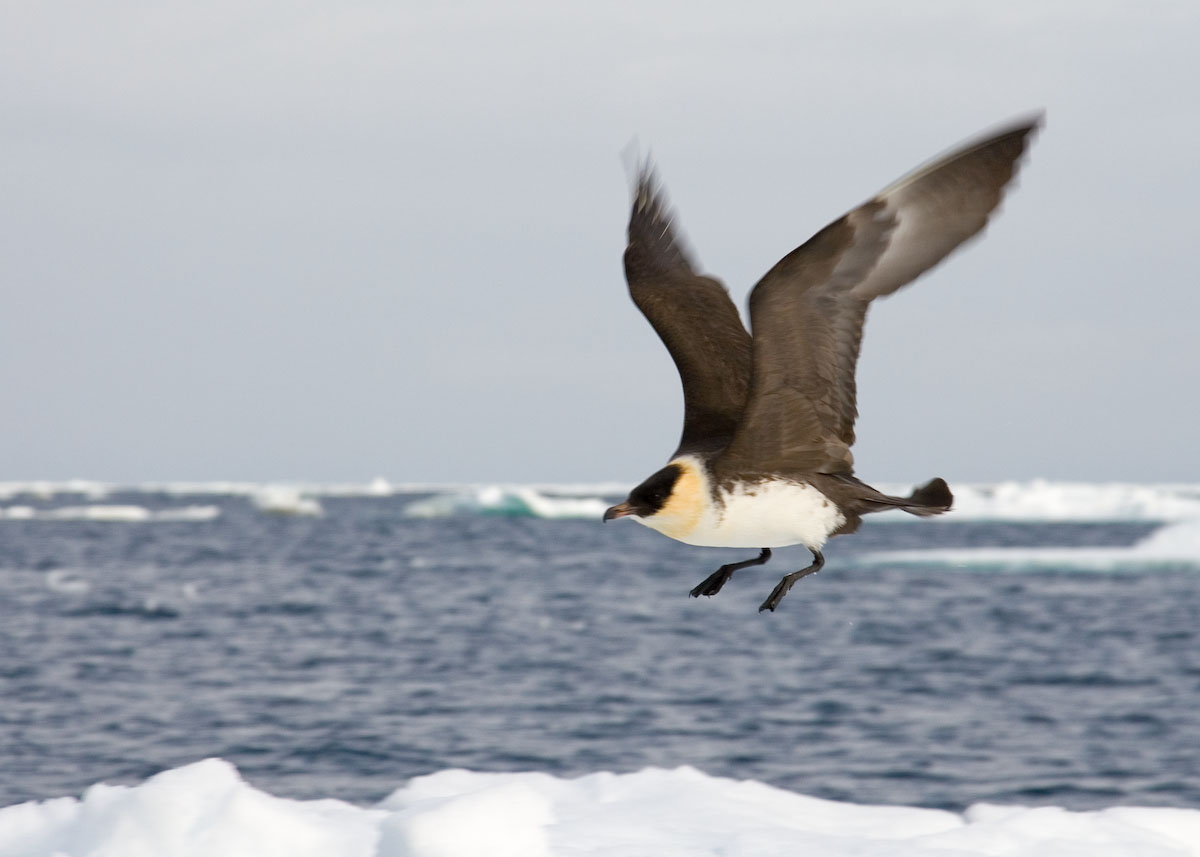
Dospělý pták světlé formy

Dospělí ptáci se vyskytují ve dvou barevných formách. Jedinci tmavé formy jsou černohnědí, s různě výraznými hnědožlutými lícemi, zadní stranou krku a bílými kořeny ručních letek. Jedinci světlé formy mají bílou spodinu těla s tmavým pásem přes hruď, čelo a temeno jsou černohnědé, líce žluté. Nohy jsou světle šedé, zobák šedavý s tmavší špičkou. Světlá forma je asi 20× častější než tmavá. Střední ocasní pera mají u obou forem zvláštní lžícovitý tvar, zbytek ocasu přečnívají až o 2 cm. Mladí ptáci jsou obtížně rozlišitelní od ostatních menších druhů chaluh; jsou celkově hnědě zbarvení, s hustým proužkováním a bílými poli na kořenech ručních letek a krovek.

## Rozšíření
Hnízdí cirkumpolárně v tundře severní polokoule. V době malé početnosti lumíků nehnízdí, dospělí ptáci se jen rozptýlí v oblasti hnízdišť. Tažný druh, táhne podél obou pobřeží Severní Ameriky a západního pobřeží Evropy na svá zimoviště v Mexickém zálivu a u pobřeží západní a jižní Afriky. V Tichém oceánu leží hlavní zimoviště v mořích u jihovýchodní Austrálie. V malých počtech se objevují také na západním pobřeží Jižní Ameriky a kolem Arabského poloostrova. Nepravidelně zaletuje do vnitrozemí včetně České republiky, kde byla po roce 1989 zjištěna nejméně sedmkrát.

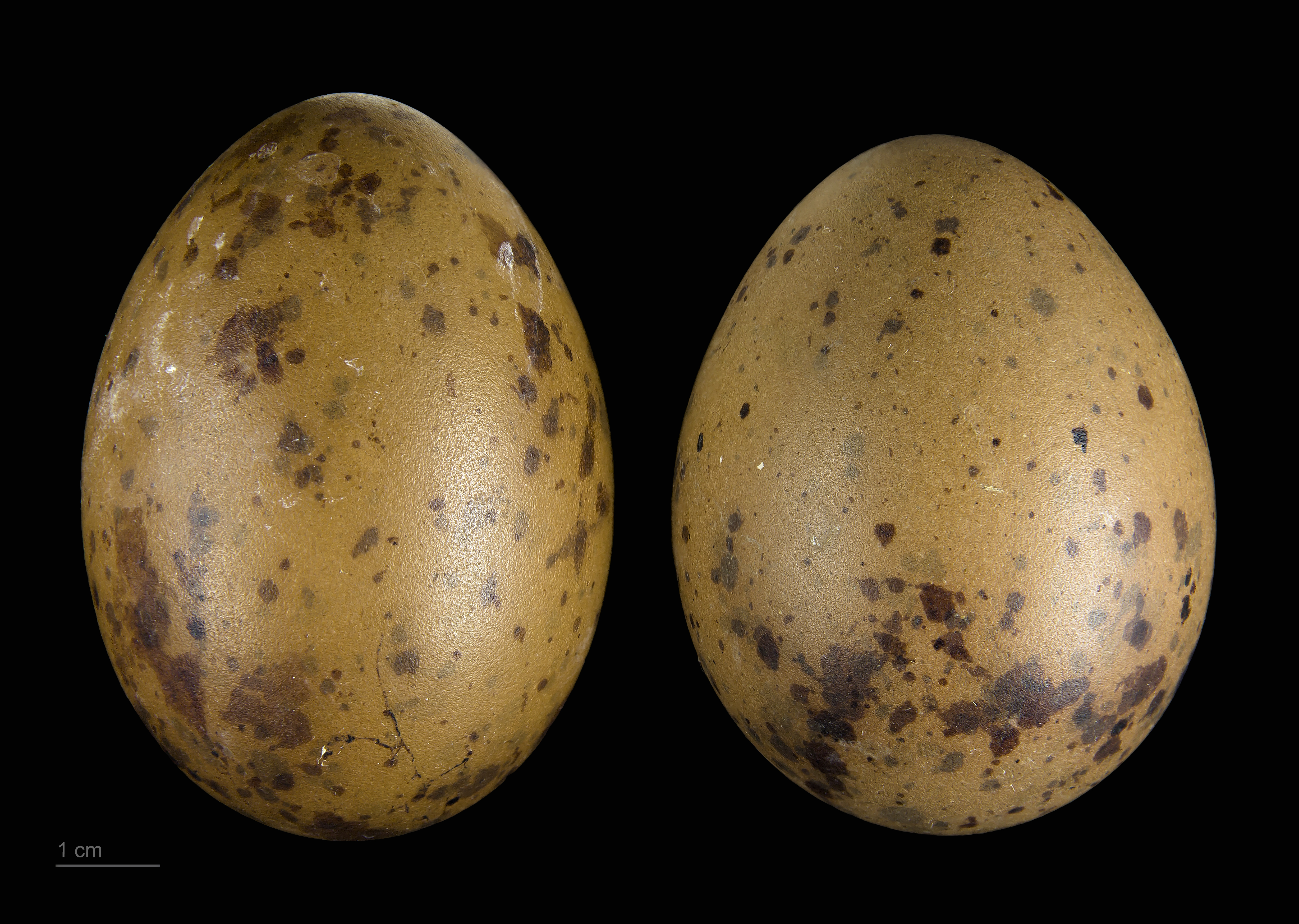
Stercorarius pomarinus